# Clergoux
Clergoux é uma comuna francesa na região administrativa da Nova Aquitânia, no departamento de Corrèze. Estende-se por uma área de 16,11 km². Em 2010 a comuna tinha 420 habitantes (densidade: 26,1 hab./km²).